# The Radio Detective
The Radio Detective (bra O Sherlock do Rádio) é um seriado estadunidense de 1926, no gênero policial, dirigido por William James Craft e William A. Crinley, em 10 capítulos, para a Universal Pictures.

O seriado transportou para as telas o detetive Craig Kennedy - neste seriado interpretado por Jack Mower - personagem criado por Arthur B. Reeve na revista Cosmopolitan.

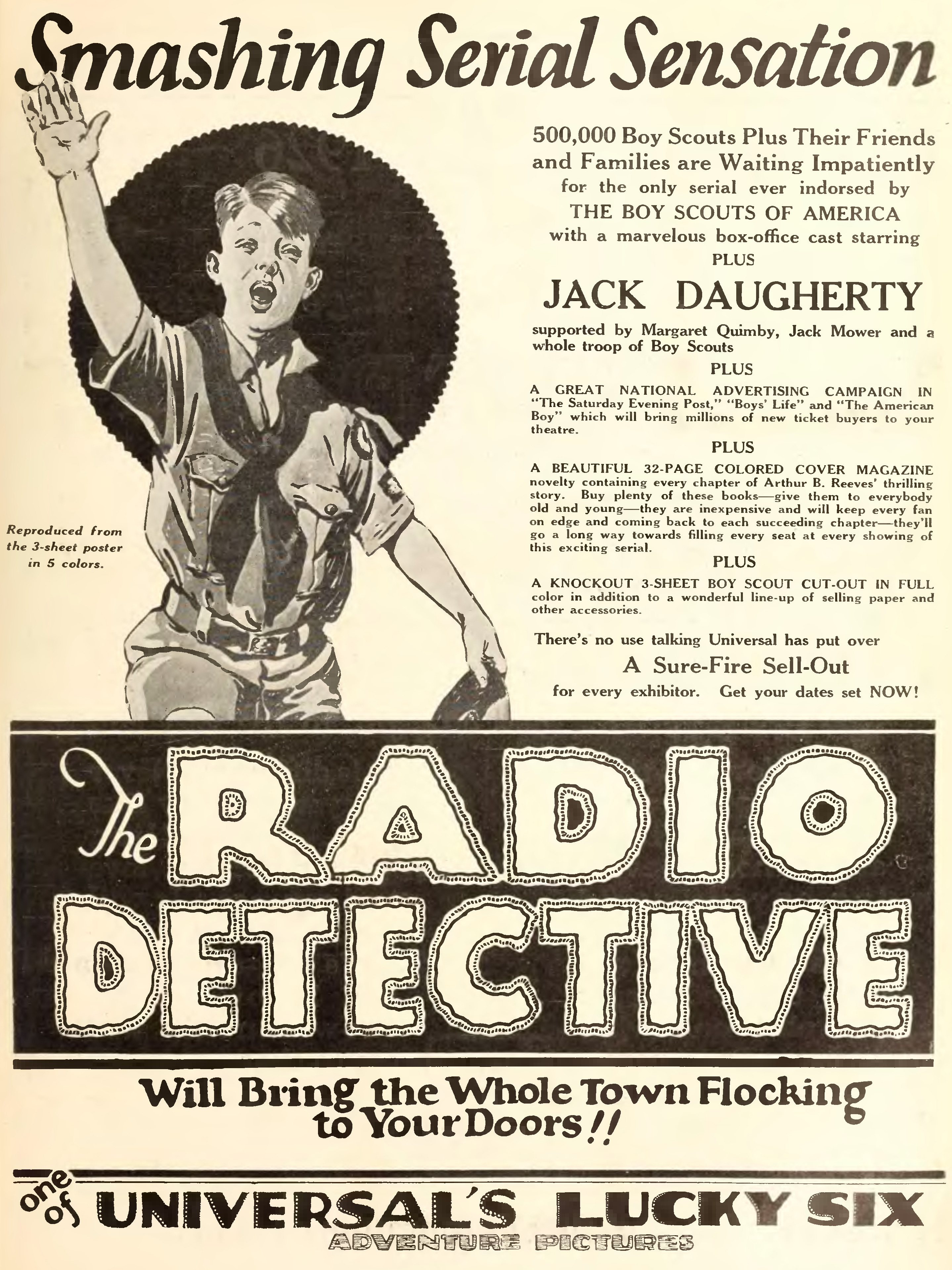
1926

Este filme é considerado perdido.

## Elenco
- Jack Dougherty - Easton Evans (creditado Jack Daugherty)
- Margaret Quimby - Ruth Evans
- Jack Mower – Craig Kennedy
- Wallace Baldwin - Hank Hawkins
- Howard Enstedt - Ken Adams
- John T. Prince - Professor Ronald Varis
- Florence Allen - Rae Varis
- Sammy Gervon - Crook
- George Williams
- Monte Montague

## Craig Kennedy
Craig Kennedy, personagem principal deste seriado, criado por Arthur B. Reeve, é um cientista detetive da Universidade de Columbia, semelhante ao Sherlock Holmes e Dr. Thorndyke. Ele usa o seu conhecimento de química e psicanálise para resolver casos, além de usar dispositivos exóticos (na época) em seu trabalho como detectores de mentira, giroscópios e sismógrafos portáteis. Apareceu pela primeira vez em dezembro de 1910, na Cosmopolitan, em "The Case of Helen Bond", aparecendo 82 vezes nessa revista, a última em agosto de 1918, e depois em outras revistas, tais como The Popular Magazine, Detective Story Magazine, Country Gentleman, Everybody's Magazine, Flynn's and World Man Hunters, além de 26 romances.
Houve uma extensa filmografia sobre o detetive Craig Kennedy.[carece de fontes?] Entre esses, os seriados The Exploits of Elaine (1914), The New Exploits of Elaine (1915), The Romance of Elaine (1915), The Carter Case (1919), The Amazing Exploits of the Clutching Hand (1936) também apresentam o mesmo personagem.[carece de fontes?]
Em 1951, o personagem voltou à ativa, na série de TV “Craig Kennedy, Criminologist”,[carece de fontes?] em que Craig foi interpretado por Donald Woods.